# Creación de empleo

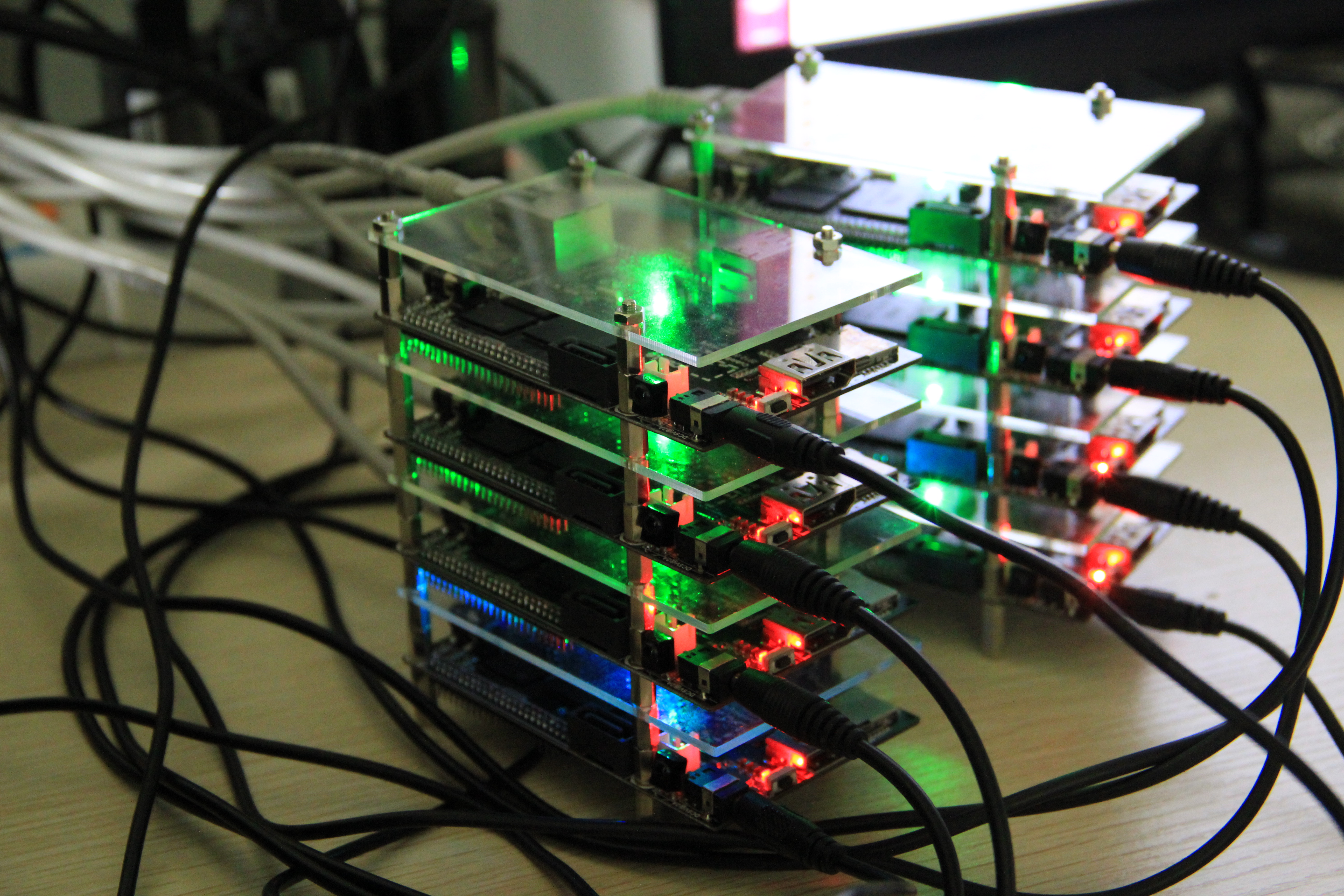
Cúmulo de ordenadores preparado para el entorno Hadoop, en el que se desarrollan aplicaciones para el tratamiento de grandes volúmenes de datos. La gestión y explotación de las ingentes cantidades de datos producidas por la sociedad de la información se considera en 2018 uno de los mayores yacimientos de empleo.

La creación de empleo, o generación de empleo, en sentido estricto es el aumento en cifras absolutas de la población ocupada, esto es, la parte de la población activa que efectivamente desempeña un trabajo remunerado. Aunque habitualmente «creación de empleo» se considera sinónimo de «reducción del paro», y la mayor parte de las veces estos dos fenómenos se dan a la vez, hay ocasiones en que se crea empleo y, sin embargo, sube el paro, porque debido a la buena situación económica la población activa se incrementa más que la población ocupada. Es decir, el número de personas que, encontrándose con edad y capacidad de trabajar, antes no trabajaban ni buscaban empleo, se ponen a buscarlo (efecto del trabajador añadido), supera al número de personas que han conseguido encontrarlo. En este sentido estricto, la información necesaria sobre esta creación de empleo, además del aumento en cifras absolutas, incluye también el período de tiempo y el territorio en el que se ha producido (normalmente un país, pero puede referirse a una provincia, una región, etc.).
En un sentido más amplio, creación de empleo se usa para referirse a una situación económica favorable en la que se produce ese incremento en cifras absolutas de la población ocupada, y también para hablar del conjunto de políticas y medidas económicas y sociales que favorecen dicha situación. 
El opuesto de «creación de empleo» es «destrucción de empleo», es decir la reducción en cifras absolutas (no relativas ni porcentuales) de la población ocupada. Análogamente, suele emplearse «destrucción de empleo» como sinónimo de «aumento del paro», y si bien es cierto que ambas cosas suelen producirse a la vez, hay ocasiones en que se destruye empleo, pero baja el paro, porque el número de personas anteriormente demandantes de empleo que emigran (abandonan por tanto el territorio donde se realiza el cómputo) o desisten de buscarlo (efecto del trabajador desanimado) supera a la reducción de la población ocupada.
Es posible emplear estos términos sectorialmente, y hablar, por ejemplo, de que en un período se ha producido creación de empleo en el sector servicios a la vez que destrucción de empleo en el sector agrícola. La creación total (neta) de empleo será la suma de los aumentos en los sectores donde haya habido creación de empleo menos las reducciones de los sectores donde se haya producido destrucción de empleo.

## Control o reducción del desempleo
Las sociedades intentan de diferentes maneras que trabaje el mayor número posible de personas. Varias de ellas han experimentado el pleno empleo durante períodos prolongados, particularmente durante la edad de oro del capitalismo. De 1950 a 1970 el desempleo promedio en el Reino Unido fue del 1,6 %  mientras que en Australia las políticas establecidas en 1945 por el Libro blanco sobre el pleno empleo en Australia duraron hasta mediados de la década que comenzó en 1971, cuando el Gobierno de Australia se quedó sin dinero.
Sin embargo, la economía ortodoxa apunta a que los intentos de reducir el desempleo por debajo de su "tasa natural" fracasarán, resultando solamente en menor producción y mayor inflación.

### Soluciones desde el lado de la demanda
Los aumentos en la demanda de trabajadores moverán a la economía a lo largo de la curva de demanda, incrementando los salarios y el empleo. La demanda de trabajadores en una economía se deriva de la demanda de bienes y servicios. Como resultado, si se incrementa la demanda de bienes y servicios, aumentará la demanda de trabajadores, creciendo por tanto el empleo y los salarios.
Hay muchas maneras de estimular la demanda de bienes y servicios. Aumentar los salarios a la clase trabajadora (los que con mayor probabilidad se gastarán el dinero extra en bienes y servicios, en vez de ahorrarlo o invertirlo) es una teoría que se propone. Incrementar los sueldos se cree más eficaz para aumentar la demanda de bienes y servicios que las estrategias de los bancos centrales, que ponen el dinero extra principalmente en las manos de personas e instituciones ricas. Los monetaristas sugieren que aumentar la oferta de dinero en general incrementará la demanda a corto plazo, pero a largo este incremento será anulado por la inflación que se genere. Un aumento del gasto público es otra estrategia para impulsar la demanda agregada.
Las ayudas a los parados, como el subsidio de desempleo, son una estrategia para evitar retrocesos en el consumo de bienes y servicios que pueden llevar a un círculo vicioso de mayor destrucción de empleo y mayor disminución del consumo. Muchos países proporcionan a los parados ayudas sociales, como el seguro de desempleo o subvenciones para su reciclaje profesional a través de formación. El principal objetivo de estas ayudas es aliviar a corto plazo las dificultades que sufren quienes acaban de quedarse en paro y, más importante, darles más tiempo para buscar un nuevo empleo.
Una solución al desempleo desde el lado de la demanda es empleo público para los pobres que sean capaces de trabajar. Esto se utilizó especialmente en Gran Bretaña desde el siglo XVII hasta 1948 con la institución de la Workhouse (literalmente casa de trabajo), que a los parados les proporcionaba empleos en condiciones duras y bajos salarios, para disuadir su uso. Una alternativa moderna es el trabajo garantizado: un gobierno se compromete a ofrecer un empleo a todo aquel que quiera trabajar.
Medidas temporales pueden ser programas de obras públicas como la Works Progress Administration de 1935 bajo el New Deal. El empleo público no es ampliamente recomendado como solución al paro, excepto en tiempos de crisis, porque su existencia depende directamente de los impuestos que se recauden al sector privado.
De acuerdo con la economía clásica (diferente como conjunto de la economía ortodoxa antes citada, pero que comparte muchas de sus teorías), el mercado alcanza el equilibrio cuando la oferta iguala a la demanda: quien quiere vender al precio del mercado lo puede hacer. Así, los desempleados "clásicos" serían los que no quieren vender su trabajo por el salario que ofrece el mercado. El establecimiento de un salario mínimo crearía entonces paro al impedir que grupos de personas trabajaran al precio que el mercado estaría dispuesto a ofrecerles (menor que el salario mínimo). En la práctica se ha demostrado repetidamente que esto no se verifica: el establecimiento de un salario mínimo no crea desempleo, e incluso el aumento de este salario mínimo no provoca paro.

### Soluciones desde el lado de la oferta
Sin embargo el mercado laboral no es eficiente al 100 %, aunque puede ser más eficiente (en proporcionar una ocupación a un parado) que los servicios públicos de empleo. El Foro Económico Mundial publicó en enero de 2017 un informe sobre la eficiencia de los mercados laborales en 138 países. Considera los más eficientes los de Suiza, Singapur y Hong Kong, teniendo en cuenta la flexibilidad salarial y contractual, los costes del despido y la relación entre salarios y productividad. Sin embargo no tiene en cuenta lo siguiente: el mercado de un activo es eficiente cuando la interacción entre los participantes conduce a un precio de mercado que constituye una buena estimación del precio teórico o intrínseco de dicho activo. Pero las personas no tienen precio. Para medir la eficiencia del mercado de trabajo de un país desde una perspectiva humana deberían tenerse en cuenta factores como el índice de desempleo, el tiempo medio que tarda un parado en encontrar ocupación y el que tarda un empresario en cubrir una plaza que ofrece.
Argumentan economistas clásicos que el salario mínimo y los sindicatos evitan que caigan los salarios. Esto tampoco se verifica en la práctica. Por ejemplo en España, con un salario mínimo y unos sindicatos fuertes, el poder de compra del salario medio se redujo un 1,7 % desde el 4º trimestre de 2015 hasta el mismo periodo de 2017.
Quienes abogan por políticas de oferta defienden flexibilizar el mercado de trabajo, eliminando el salario mínimo y reduciendo el poder de los sindicatos. Estas reformas, sostienen, aumentan el crecimiento a largo plazo mediante la reducción de los costes laborales. Esta mayor oferta de bienes y servicios requiere más trabajadores, incrementando por tanto el empleo. Arguyen que estas políticas de oferta, que incluyen reducir los impuestos a las empresas y desregulación, crean empleo, reducen el desempleo y disminuyen la porción de la riqueza nacional que obtienen los trabajadores. Sin embargo, la Organización Internacional del Trabajo ha alertado de que tales políticas pueden incrementar el malestar social.

## Creación pública de empleo
Se produce creación pública de empleo a través de la decisión de una autoridad política (nacional, regional o local) de aumentar el número de empleados públicos. Los motivos pueden ser que el número de empleados públicos que prestan un servicio se haya vuelto escaso (por ejemplo, durante varios años, aunque el alumnado ha permanecido constante, se han jubilado muchos enseñantes) o que se desee proporcionar un nuevo servicio público. Si la creación de empleo público es adecuada (se hace en el momento oportuno y en sectores que realmente lo necesiten) estos nuevos empleos producirán en la economía un efecto multiplicador que  generará los ingresos públicos (a través de impuestos) suficientes para pagar los salarios de los nuevos empleados. En cambio, si es inadecuada (se produce en sectores que no lo necesitan, o con personal poco cualificado, o en un momento de restricción presupuestaria) los nuevos empleos públicos generarán déficit público y perjudicarán a la economía en general. 

### Factores que favorecen la creación pública de empleo
- Consenso extendido en la ciudadanía sobre la necesidad de prestar o mejorar un servicio público.[17]
- Existencia de trabajadores capacitados para la prestación de ese servicio.
- Capacidad presupuestaria para pagar a los nuevos trabajadores.[17]
- Satisfacción creciente de la ciudadanía con la mejora o prestación del servicio a medida que se van incorporando los nuevos trabajadores.

Por el contrario, si la evolución de la economía hace que la ciudadanía perciba un servicio público como innecesario, o se ve afectado por corrupción, favoritismo o ineficacia, aumentan las probabilidades de que dicho servicio se privatice o incluso se suprima.

## Creación privada de empleo
Se produce creación privada de empleo cuando un empresario, generalmente para obtener un mayor beneficio, decide aumentar su plantilla. Esto puede deberse a que, con los trabajadores que tenía, no podía atender correctamente a sus muchos clientes, o bien a que desea buscar nuevos clientes, en el área geográfica donde ya operaba, o en otra. También se produce creación privada de empleo cuando un emprendedor que carecía de empleo decide montar una empresa y consigue que, durante un periodo significativo, dé los beneficios suficientes para que subsista. Esta creación se produce aunque el emprendedor no contrate a nadie. Si contrata personal, la creación es mayor. Análogamente se produce creación de empleo cuando una persona que no tenía empleo consigue establecerse como trabajador autónomo en una actividad legal (sin necesidad, para que se produzca esta creación, de que formalice su actividad, aunque es lo deseable).

### Factores que favorecen la creación privada de empleo
- Expectativas razonables de aumento de beneficios al incrementar la plantilla.[20]
- Trayectoria sostenida a lo largo de varios años de incremento de beneficios al ir aumentando el personal.[19]
- Buenas previsiones económicas para la zona donde se ubicaría la actividad, o los mercados a los que abastecería.
- Estabilidad macroeconómica (tipo de cambio, déficit, deuda, inflación).[21][22]
- Tipos de interés bajos[23] o, al menos, no demasiado elevados, y estables.
- Políticas de innovación y de formación en las nuevas habilidades que necesitan las empresas.[22]
- Medidas para que los colectivos desfavorecidos no sean excluidos del mercado laboral.[22]
- Enseñanza activa de habilidades empresariales.[22]
- Toma en consideración de los cambios demográficos.[22]
- Seguridad ciudadana.
- Seguridad jurídica.[24]
- Ciberseguridad.[25]
- Buenas infraestructuras:[26] carreteras, puertos, aeropuertos, transporte público, agua y energía.[27]
- Promoción de la transición a una economía verde.[22]
- Presencia en la zona de otras empresas del ramo que hayan creado un racimo (cluster) en un sector para el que se espera alta demanda, como sucedió[28] con la fabricación de ropa en Bangladés.
- Facilidad para la apertura de nuevos negocios y para los trámites administrativos[29] de todo tipo, incluidos los impositivos, que deben realizar las empresas ya establecidas.
- Digitalización de la Administración Pública.[30]
- Existencia en la zona de suficiente personal cualificado para la actividad.[30]
- Ausencia de barreras para que las pymes incrementen su tamaño.[30]
- Existencia en la zona de un suministro de insumos fiable y a precios ventajosos.
- Facilidad para obtener créditos. Un informe[31] cifra en 713 000 los empleos que las pymes habrían podido crear entre 2019 y 2021 en España si hubieran dispuesto de la financiación adecuada.
- Sistema de justicia eficaz que resuelva los eventuales conflictos sobre el cumplimiento de los contratos en un plazo razonable.
- Protección efectiva de la propiedad intelectual (patentes y marcas).
- Disponibilidad de terrenos apropiados para la actividad a precios razonables.
- Servicio de inspección laboral eficaz: aunque no aumenta el empleo en sí, hace que las empresas formalicen a sus trabajadores, lo que incrementa las cifras oficiales de empleo.[32]

El Índice de facilidad para hacer negocios (Doing Business) del Banco Mundial ordena a prácticamente todos los países del mundo (190) según la puntuación que obtienen en algunos de los factores anteriores. 